# Arnhem Sinfoniëtta
Arnhem Sinfoniëtta is een niet-professioneel symfonieorkest in de regio Arnhem. Het orkest werd op 1 oktober 1945 opgericht als AKU- kamerorkest. Later werd het orkest omgedoopt in "Enka Orkestvereniging" en in "AKZO-Symfonieorkest". Sinds 1993 is het orkest niet meer aan AKZO verbonden.
Bijna 35 jaar, tot 2005,  stond het orkest onder leiding van Fons Rats. Vanaf februari 2005 tot de zomer van 2014 was Dick van Gasteren de artistiek leider. Momenteel staat het orkest onder leiding van Alexej Pevzner.
Het repertoire van het orkest omvat onder meer barokmuziek, symfonische werken, opera en hedendaags repertoire. Het orkest treedt enkele malen per jaar op in de regio Arnhem. 
Bij Arnhem Sinfoniëtta soleerden onder andere Han de Vries, Pieter Wispelwey, Miranda van Kralingen, Paolo Giacometti en Vera Beths.